# باسينلر

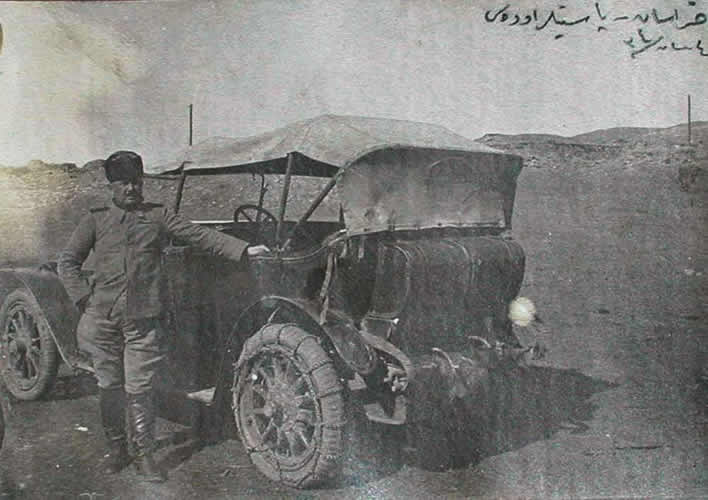
"كاظم قرة بكير" باشا (Kazım Karabekir) في "سهل باسينلر" عام 1918م.

باسينلر (بالتركية: Pasinler)‏ أو باسياني (Basiani) / باسين (Basean)؛ (بالأرمنية: Բասեն)‏، (باللاتينية: Phasiani)‏، (بالجورجية: ბასიანი) باسياني، (باليونانية: Φασιανοί)‏ فاسيانوي أو باسن، وكانت اسمها سابقاَ: هاسانكالي و هيسينكيلي بمعني: «حسن قلعة» أو: «قلعة حسن». هي مدينة في مقاطعة أرضروم بتركيا تقع على نهر آراس، وتبعد 40 كيلومتر (25 ميل) شرق مدينة أرضروم، وهي وموقع «قلعة هاسانكالي» أي: «قلعة حسن» التي تُسمى أحيانا: «قلعة باسنلر». كانت باسينلر مسقط رأس الشاعر العثماني نفعي، واسمه: عمر بن عبد الله الأرضرومي، والذي وُلد عام 1572م.

## التسمية
يمكن أن يكون الاسم القديم للمدينة: «هاسانكالي» (حسن قلعة) معتمداً على حسن قوصون حاكم آق قويونلو أو على حاكم المنطقة في 1330م أو على اسم «حسن الصغير» (بالتركية: Küçük Hasan)‏ حفيد «جوبان» (بالتركية: Coban)‏ الذي هاجم المدينة في عام 1340م.
يشتق اسم باسينلر من قبائل كولخيس القديمة التي كانت تُسمى «فاسيان» (Phazians)، ويبدو أن اسم هذه القبيلة قد استمر من الأسماء الجغرافية المعروفة إقليمياً مع تحوير بسيط كما يلي:
- الأرمني: باسين Basean
- الإغريقي: فاسيان Phasiane
- الجورجي: باسياني Basiani [4]
- التركي: باسِن Pasin [5]

بناءً على اكتشافات الفخار، كانت باسينلر جزءًا من مملكة أورارتو خلال العصر الحديدي.

## التاريخ

### حكم سلالة «أوردون» من قبل الميلاد
كان إقليم «باسين» (Basean) ينتمي إلى أرمينيا الكبرى من القرن الرابع قبل الميلاد إلى القرن الخامس الميلادي وكان جزءًا من المقاطعة الأرمنية: «أيرارات» (Ayrarat)، ووفقًا للمؤرخ الأرميني «موسى خوريناتسي» (Movses Khorenatsi) من القرن الخامس الميلادي، فإن ملكية هذه الأرض كانت ملكية عائلية للسلالة الحاكمة: «أوردون» (Ordun) الأرمنية، التي أسسها الملك الأرمني فاجارشاك (Vagharshak) الذي حكم من عام 117م إلي حوالي عام 138/140م.

### نهاية سلالة «أوردون»
روى المؤرخ الأرميني «فافستوس بوزاند» (Favstos Buzand) من القرن الخامس، أن لصاً من عشيرة أوردون هاجم قوةً للملك خسروف الثالث (Khosrov III) واستولى على المنزل الملكي ودمّره. أدى ذلك إلى أن أمر الملك خسروف بقتل كل أمراء عشيرة أوردون وإعطاء أراضي أجدادهم الواقعة في منطقة «باسين» مع كل حدودها لأسقف «باسين» الذي كان من السكان الأصليين «لأوردور» (Ordor).

### الحكم الساساني
بعد عام 428م أصبحت هذه الأرض جزءًا من أرمينيا الساسانية، وظلت تحت حكمهم حتى مجيء الفتوحات الإسلامية.

### الفتوحات الإسلامية وقرنين من الحكم الأموي ثم العباسي
فتح المسلمون المنطقة وظلت تحت الحكم الإسلامي العربي مابين القرنين السابع والتاسع الميلاديين، حوالي قرنين من الحكم المسلم الأموي ثم العباسي.

### مملكة باجرات الأرمينية
في القرن التاسع الميلادي، أصبح إقليم الباسين جزءًا من مملكة باجرات الأرمينية (بالإنجليزية: Bagratid Kingdom of Armenia)‏.

### مملكة باجرات الجورجية
في القرن العاشر كانت الحدود بين الإمبراطورية البيزنطية ومملكة «تاو كلارجيتي» (Tao-Klarjeti) الجورجية الناشئة والآخذة في التوسع، تمتد على طول نهر آراس، وبالتالي أصبح جزء من شمال الباسيان/باسياني إقليما تابعاً لمملكة "باجرات" الجورجية.

### تحت حكم البيزنطيين
في عام 1001م، بعد وفاة «ديفيد كوروبالاتيس» (David Kuropalates)، ورثها الإمبراطور البيزنطي «باسيل الثاني» (Basil II) الذي ضم الأراضي الأرمينية (تايك/تاو Tayk/Tao ، وباسيان/باسياني Basean/Basiani)، إلى بيزنطة  وألحقها «بثيمة ايبيريا» (وحدة إدارية وعسكرية بيزنطية) وجعل عاصمتهم في ثيودوسيوبوليس.
ولكن بعد تشكيل المملكة الجورجية، ورث جورج الأول ابن باجرات مطالبة طويل المدى لخلافة «ديفيد كوروبالاتيس». وبينما كان الإمبراطور البيزنطي «باسيل الثاني» منشغلًا بحملاته البلغارية، اكتسب جورج الأول قوة لغزو تايك/تاو وباسيان/باسيانى في عام 1014م، مما تسبب في سلسلة حروب بيزنطية-جورجية خاسرة. وعلى الرغم من الخسائر الإقليمية لأراضي المملكة التي لحقت بباسيل الثاني، فقد فتح الأتراك السلاجقة العديد من المناطق التي تم التنازل عنها للإمبراطورية من قبل في أعوام 1070 - 1080م، إلا أن الملك الجورجي ديفيد الرابع (1073 – 1125م) ملك جورجيا من عام 1089 إلى 1125 استعادها بعد ذلك.
في القرن الثالث عشر، وفي «معركة باسيان»، هزم الجورجيون جيش سلاجقة الروم.

### الفتح العثماني
كانت المقاطعة جزءًا من مملكة جورجيا الموحدة كدوقية عادية حتى عام 1545م حين فتح العثمانيون «بسياني» وضموها إلى الدولة العثمانية.
جعل العثمانيون «قلعة حسن» (بالتركية: Hasankale)‏ مركز «سنجق» وأعادوا بناء القلعة بالكامل،  كما بنوا العديد من المساجد مثل مسجد «أولو جامع» (بالتركية: Ulucami)‏ (بُني عام 1554م وتم إصلاحه في عام 1836م)، جامع «سيفاسلي» (بالتركية: Sivasli)‏ (بُني عام 1388م وأعيد بناؤه في 1912م)، جامع «يني» (بالتركية: Yeni)‏ (بُني في القرن 16 وأُعيد بنائه في 1810م) وحمامات عامة. 
المعالم الحضارية الأخرى التي بناها العثمانيون كانت:
- جسر كوبان الذي تم بناؤه في عام 1297م على يد إيلخاني مغولي وَجِيه يُدعى «كوبان» والذي تم ترميمه لاحقًا عدة مرات. [3]
- توجد أيضًا مقبرتان إسلاميتان بالقرب من البلدة بَنَت إحداهما «فرح خاتون» في عام 1324م والأخرى بُنيت على الأرجح في القرن الثالث عشر. [3]
- يحتوي موقع «أفنيق» (Avnik) القريب على قلعة مدمرة مع مقبرة إسلامية قديمة ومسجد. [3]

بعد القرن الحادي عشر، استقر الأتراك والأكراد في هذه المناطق بجانب الأرمن المحليين وبمرور الوقت أصبح الأتراك أكثر المجموعات عددًا.

### الحروب الروسية العثمانيةفي القرن 19
خلال القرن التاسع عشر وقعت العديد من الحروب الروسية العثمانية في هذه المنطقة، ونتيجة لذلك هاجر العديد من الأرمن من هذه المنطقة نحو الأراضي التي تسيطر عليها روسيا في القوقاز.

### الحرب العالمية الأولى
عندما اندلعت الحرب العالمية الأولى، تقدم الروس إلى «سهل باسنلر» لكنهم تراجعوا سريعًا ومعهم العديد من السكان الأرمن المحليين، بينما بقي حوالي 4000 شخص ولكن تم ترحيلهم لاحقاً.

### فظائع الأرمن في المسلمين
بين عامي 1915م و 1917م احتلتها روسيا ثم سيطر عليها الأرمن الذين ارتكبوا أعمالاً وحشية تنكيلية بالمسلمين في المنطقة.
في خلال الحرب العالمية الأولى، حطم الأرمن شواهد القبور الإسلامية القديمة في أفنيق (Avnik). 
استعاد الجيش التركي السيطرة على البلدة في 13 مارس 1918م.

## روابط خارجية
- "Pasinler Thermal Resort" وزارة الثقافة والسياحة التركية
- خريطة منطقة Pasinler من MapWizard
- خريطة Pasinler من منطقة Bugday TaTuTa